# Ampulex dives
Ampulex dives är en  stekelart som beskrevs av Kohl 1893. Ampulex dives ingår i släktet Ampulex och familjen Ampulicidae. Inga underarter finns listade i Catalogue of Life.